# Фурт, Иван Филиппович
Фурт Иван Филиппович (5 января 1921, Лозоватка, Екатеринославская губерния — 15 декабря 2010, Кривой Рог, Днепропетровская область) — почётный гражданин Кривого Рога (1994).

## Биография
Родился 5 января 1921 года в селе Лозоватка (ныне в Криворожском районе Днепропетровской области).
Отец погиб в конце Гражданской войны, мать умерла в начале 1930-х годов.
В 1936 году окончил семь классов криворожской школы № 36. В 1936—1941 годах работал в механических мастерских криворожского рудника имени Кагановича учеником токаря, токарем.
В 1941—1943 годах проживал на оккупированной территории в Пятихатском районе. 30 октября 1943 года Пятихатским районным военным комиссариатом призван в ряды Красной армии, старшина. Член ВКП(б) с сентября 1944 года, партбилет № 6819804.
С 30 ноября 1943 по декабрь 1944 года служил в 24-м стрелковом полку 10-й гвардейской воздушно-десантной дивизии. Участвовал в боях за посёлок Зелёное Поле, курган Могила Баба, станцию Коломойцево, сёла Криворожского района. 21 февраля 1944 года с группой других бойцов разведчик Фурт был командирован для поддержки специального отряда Аркадия Шурупова в районе плотины КРЭС. За мужество и героизм, проявленные в операции по спасению плотины, был награждён медалью «За отвагу». Освобождал Кривой Рог, участвовал в боях за Вечерний Кут, Верабово, Марьяновку.
С декабря 1944 по июнь 1946 года — автоматчик 113-й стрелковой дивизии. Имел ранения. Отличился в боях на озере Балатон. Освобождал Молдавию, Румынию, Венгрию, войну закончил в Австрии. 
После окончания войны вернулся в Кривой Рог, восстанавливал разрушенный город. Работал на руднике имени 20-го партсъезда. В 1965 году окончил Криворожский горный техникум. Вышел на пенсию в 1987 году.
Умер 15 декабря 2010 года в Кривом Роге.

## Награды
- Медаль «За отвагу» (17.06.1944)[3];
- Орден Славы 3-й степени (30.08.1944)[4];
- Орден Красного Знамени (15.04.1945)[5];
- Медаль «За победу над Германией в Великой Отечественной войне 1941—1945 гг.»;
- Орден Отечественной войны 1-й степени (06.04.1985)[6];
- Почётный гражданин Кривого Рога (08.02.1994);
- Знак «За заслуги перед городом» (Кривой Рог) 1-й степени (11.02.2009)[7];
- медали.

## Память
Личные вещи, документы и воспоминания хранятся в музеях в Кривом Роге.